# بلدرچین جهان جدید
بلدرچین جهان جدید (نام علمی: Odontophoridae) نام یک تیره از راسته ماکیان‌سانان است.